# Fljottjärnen
Fljottjärnen är en sjö i Älvdalens kommun i Dalarna och ingår i Dalälvens huvudavrinningsområde. Sjöns area är 0,036 kvadratkilometer och den är belägen 440 meter över havet.